# Lac Ruhondo
Le lac Ruhondo est un lac du nord-ouest du Rwanda. Il est situé près du lac Burera à la périphérie de Musanze. Il est situé à la base du plus grand volcan du Rwanda, la montagne volcanique de Kalisimbi.
Le lac Ruhondo est l'un des deux lacs formés par l'activité volcanique de la montagne volcanique de Sabyinyo qui a provoqué un déversement de lave à travers une vallée fluviale qui s'est solidifiée et refroidie. Le lac Ruhondo est séparé du lac Burera par un un kilomètre de masse terrestre. Les lacs Ruhondo et Burera sont situés dans la partie nord du Rwanda et très proches de l'Ouganda dans la région nord du Rwanda. Le lac Ruhondo est à cheval sur trois districts à savoir : Burera, Musanze et Gakenke. Le lac Ruhondo reçoit ses eaux du lac Burera à son extrémité sud-ouest. Il a une superficie estimée à 2800 hectares. Le lac Ruhondo reçoit l'eau d'autres cours d'eau et s'écoule vers le sud-ouest par la rivière Mukungwa qui est un affluent de la rivière Nyabarongo. Les lacs Burera et Ruhondo sont séparés par un km de masse terrestre. Le transport par eau n'est pas bien développé avec de petits bateaux individuels en bois comme moyen de transport.

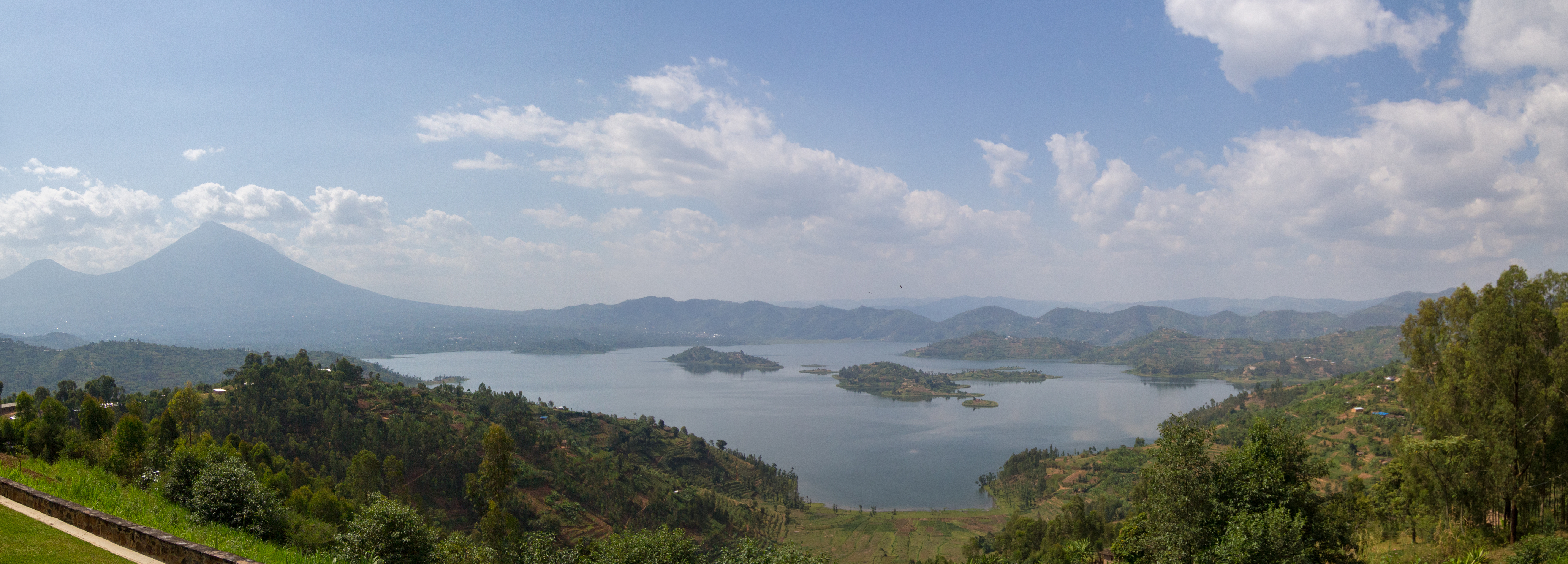
Vue panoramique du lac Ruhondo dans le nord du Rwanda en 2015.
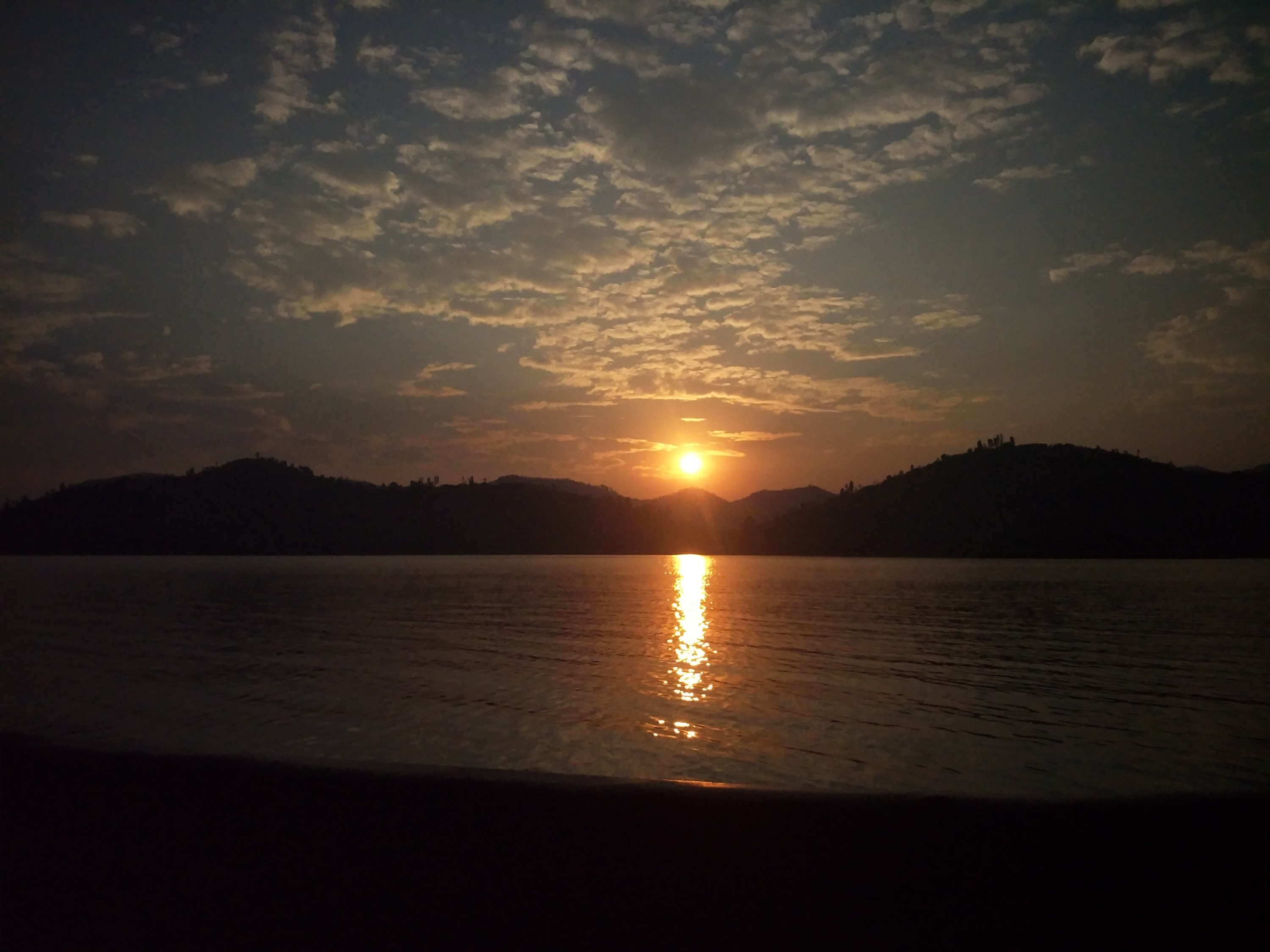
Coucher du soleil de Ruhondo.